# نبلة (جنس)
نَبْلَة (الاسم العلمي Sagitta)، جنس حيوانات بحرية من الرخويات معديات الأرجل وفصيلة العريانات. أنواعها المعروفة قليلة العدد تصل إلى 15 نوع. جميعها يمية. أعطانها بحار البلاد الحارة والمعتدلة الحرارة. أسرابها متوسطة العدد. تظهر على سطح الماء بعد غروب الشمس. أجسامها عريانة مستطيلة شبه وشعية الشكل، هلامية المادة، شفافة. أفواهها خطمية مهدبة الحافة. زعانفها مستطيلة الشكل، الذيلية منها مفلوقة.